# Alexia Massalin
Alexia Massalin (* 1. ledna 1962 Astoria) je americká počítačová vědkyně a programátorka. Je průkopnicí konceptu superoptimalizace a navrhla jádro Synthesis, malé jádro s vrstvou kompatibility s Unixem, které pro zvýšení efektivity hojně využívá samomodifikaci kódu.

## Profesní kariéra
Po střední škole získala stipendium na fakultě inženýrství Cooper Union na Manhattanu, kde dosáhla bakalářského a magisterského titulu. V roce 1992 pracovala na doktorátu z informatiky na Kolumbijské univerzitě, kde studovala pod vedením profesora Caltona Pu.
V osmdesátých letech pracovala pro newyorský start-up Philon Inc. specializující se na optimalizaci překladačů. V říjnu 1992 nastoupila Massalin do společnosti MicroUnity jako vědecká pracovnice. Převzala zodpovědnost za moduly zpracování signálu a softwarovou architekturu.

### Synthesis
První průlomový produkt Massalinové vznikl během studií na Kolumbijské univerzitě. Vyvinula zde Synthesis, jádro operačního systému, které přidělovalo zdroje, provozovalo bezpečnostní a nízkoúrovňová hardwarová rozhraní a vytvářelo spustitelný kód pro zvýšení výkonu. Synthesis optimalizoval kritický kód operačního systému pomocí informací o běhu, což byl nový přístup, dříve považovaný za nepraktický. Pro podporu Synthesis vynalezla Massalin objektové datové struktury zvané Quajects, které obsahují jak data, tak informace o kódu. Alexia Massalin stále pracuje na širokopásmových mikroprocesorech.

## Osobní život
Její rodiče byli chorvatští uprchlíci z Terstu. Ve 40. letech 20. století se přestěhovali do Astorie v newyorském Queensu, kde se její otec stal stavebním dělníkem. V roce 1996 o ní autor Gary Andrew Poole v článku v časopise Wired napsal, že „by mohla být Einsteinem naší doby“.